# Kieseckersmühle
Kieseckersmühle ist ein Gemeindeteil der Gemeinde Esselbach im unterfränkischen Landkreis Main-Spessart in Bayern.

## Geographie
Die Einöde liegt in der Gemarkung Steinmark am Heinrichsbach, der bei Alte Wachenmühle in den Wachenbach mündet.